# نبرد موهاچ (۱۶۸۷)
نبرد دوم موهاچ یا نبرد کوه هارشانی (مجاری: Nagyharsányi csata و آلمانی: Schlacht am Berg Harsány) در ۱۲ اوت ۱۶۸۷ بین ارتش سلطان محمد چهارم به فرماندهی ساری سلیمان پاشا و ارتش لئوپولد یکم به فرماندهی کارل پنجم درگرفت و نتیجه آن پیروزی قاطع اتریشی‌ها بود.
رویداد در سارشومیو (پای‌کوه نادی‌هارشانی)، در نزدیکی محل نبرد موهاچ (۱۵۲۶) در مجارستان واقع شد.

## پس‌زمینه
در اولین نبرد موهاچ امپراتوری عثمانی در حال گسترش به پیروزی قاطعی دست یافت که پیشروی بیشتر در مجارستان را ممکن کرد. در نبرد دوم ولی عثمانی در حال عقب‌نشینی و در نهایت برای همیشه از مجارستان بیرون رانده شد.
دومین نبرد بخشی از جنگ بزرگ عثمانی بود که در ژوئیه ۱۶۸۳ با حمله ارتش عثمانی به وین آغاز شد و تا ۱۶۹۹ عثمانی‌ها را در مقابل یکی از چندین اتحادیه مقدس قرار داد که در طول دهه‌ها برای مقابله با آنها متحد شده‌بودند؛ ارتش متحد شامل ارتش‌های مجارستان، هابسبورگ، مشترک‌المنافع لهستان–لیتوانی، ونیز، روسیه و چند نیروی پراکنده دیگر بود.
در نهایت جنگ‌های عثمانی با پیمان کارلویتس در سال ۱۶۹۹ به پایان رسید، که برای اولین بار عثمانی‌ها مجبور به انعقاد یک معاهده صلح بر اساس شرایط اروپایی شدند و نقطه عطفی در تاریخ طولانی امپراتوری عثمانی است. همچنین هابسبورگ و روسیه را به عنوان دو قدرت در حال ظهور در اروپای شرقی معرفی کرد.